# Konvergence (směrovací protokol)
Konvergence je v informatice pojem používaný v souvislosti s dynamickým směrováním. Při konvergenci směrovač (router) získá veškeré možné informace o topologii sítě, pošle tyto informace všem ostatním směrovačům (routerům) a zároveň od nich obdrží jejich informace o síti. Podmínkou konvergence je, aby informace obdržené od ostatních souhlasily s informacemi, které zjistil daný router a aby opravdu reflektovaly skutečný stav sítě. Zjednodušeně lze tedy říci, že v konvergované síti se všechny routery shodnou, jak vypadá topologie dané sítě.
Všechny směrovací protokoly uvnitř autonomních systémů spoléhají na konvergenci, je to normální stav funkčních autonomních systémů. Na druhou stranu, směrovací protokol mezi autonomními systémy (BGP), používaný v Internetu, zpravidla nekonverguje v důsledku rozsáhlosti Internetu, která brání dostatečně rychlé konvergenci.

## Proces konvergence
Směrovač (router) se pokusí vyměnit si informace o topologii sítě s ostatními směrovači (routery). Rozsah této výměny, způsob jejího provedení a vyměňované informace závisí na použitém směrovacím protokolu (např. RIP, OSPF, BGP4). Konvergovaný stav nastane poté, co jsou všechny informace rozeslány všem směrovačům (routerům), zapojeným do sítě. Pokud nastane v síti jakákoliv změna, která ovlivní směrovací tabulky, dojde dočasně k porušení konvergence, které trvá do doby, než je změna ohlášena všem routerům.

## Čas potřebný ke konvergenci
Čas potřebný ke konvergenci (tj. za jak dlouho dosáhne skupina směrovačů (routerů) stavu konvergence), je významné měřítko výkonnosti směrovacího protokolu. RIP konverguje velmi pomalu, dokonce i v malé síti s pár směrovači (routery) může konvergence nastat až po několika minutách, naopak OSPF je příkladem velice rychle konvergujícího protokolu (konvergence bývá většinou v řádu sekund).
Některé konfigurace a stavy hardwaru mohou zabránit síti v konvergenci. Například rozhraní, které často mění svůj stav (up, down) může způsobit neshodu mezi informacemi různých routerů, takže ke konvergenci nikdy nedojde. Někdy může být dokonce žádoucí zatajit směrovací informace z části sítě, což opět způsobí nemožnost konvergence.